# Бонино, Ник
Николас Лоуренс Бонино (англ. Nicholas Lawrence Bonino; 20 апреля 1988, Хартфорд, США) — американский хоккеист, центральный нападающий. Двукратный обладатель Кубка Стэнли в составе «Питтсбурга» в 2016 и 2017 годах.
Выступал за Бостонский университет (NCAA), «Анахайм Дакс», «Сиракьюз Кранч» (АХЛ), ХК «Ноймаркт-Энья» (локаут), «Ванкувер Кэнакс», «Питтсбург Пингвинз».
1 июля 2017 года подписал четырёхлетний контракт с «Нэшвилл Предаторз» на общую сумму $ 16,4 млн.
7 октября 2020 года был обменян в «Миннесоту Уайлд» вместе с 37-м и 70-м пиком Драфта НХЛ 2020 года на нападающего Люка Кунина и 101й пик Драфта-2020.
28 июля 2021 года подписал двухлетний контракт с «Сан-Хосе Шаркс» на общую сумму $ 4,1 млн.
В чемпионатах НХЛ сыграл 327 матчей (57+93), в турнирах Кубка Стэнли — 37 матчей (8+15).
В составе национальной сборной США участник чемпионата мира 2015 (10 матчей, 2+2).

## Достижения
- Обладатель Кубка Стэнли 2016, 2017
- Бронзовый призёр чемпионата мира (2015)
- Чемпион NCAA: 2009